# Uvaria comperei
Uvaria comperei är en kirimojaväxtart som beskrevs av Le Thomas. Uvaria comperei ingår i släktet Uvaria och familjen kirimojaväxter. Inga underarter finns listade i Catalogue of Life.